# Ric Flair’s Last Match
Ric Flair’s Last Match — PPV-шоу по рестлингу. Шоу прошло 31 июля 2022 года на арене Nashville Municipal Auditorium в Нашвилле, Теннесси, США и транслировалось в сервисах FITE и In Demand.
Мероприятие было спродюсировано и промоутировано Конрадом Томпсоном и Дэвидом Крокеттом под брендом Jim Crockett Promotions (JCP) в рамках конвенции Starrcast V и стало первым шоу, проведенным под вывеской JCP с 1988 года. Рик Флэр стал хедлайнером мероприятия в заключительном матче своей 50-летней карьеры, объединившись с зятем Андраде Эль Идоло для победы над Джеем Литалом и Джеффом Джарреттом.
Рестлеры из All Elite Wrestling (AEW), Black Label Pro (BLP), DDT Pro-Wrestling (DDT), Future Stars of Wrestling (FSW), Game Changer Wrestling (GCW), Impact Wrestling, Lucha Libre AAA Worldwide (AAA), Major League Wrestling (MLW), National Wrestling Alliance (NWA), New Japan Pro-Wrestling (NJPW), Ohio Valley Wrestling, (OVW), Progress Wrestling, Pro Wrestling Revolver (PWR), Ring of Honor (ROH), Terminus: Modern Age Grappling, и WWE выступили во время шоу. Это было первое мероприятие, в котором приняли участие представители всех основных американских рестлинг-промоушенов со времен 3-го ежегодного шоу памяти Брайана Пиллмана в 2000 году.

## Производство

### Предыстория
Рик Флэр дебютировал в рестлинге 10 декабря 1972 года. Флэр проиграл свой первый прощальный матч против Шона Майклза на WrestleMania XXIV от WWE в марте 2008 года. Позже он участвовал в шоу Hulkamania: Let The Battle Begin в 2009 году и в Total Nonstop Action Wrestling (TNA) в 2010—2011 годах. Флэр говорил, что вернулся в рестлинг после матча с Майклзом только потому, что у него были большие долги, и сожалеет, что сделал это.
В апреле 2022 года появились кадры тренировки Флэра с бывшим соперником по TNA Джеем Литалом. В мае 2022 года было объявлено, что Флэр проведет последний матч на спортивной арене Tennessee State Fairground 31 июля 2022 года в рамках конвенции Starrcast своего зятя Конрада Томпсона. Конвенция проходила в те же выходные, что и SummerSlam от WWE, который состоялся 30 июля на соседнем «Ниссан-стэдиум».
Из-за большого спроса шоу под названием Ric Flair’s Last Match было позже перенесено в более просторный Nashville Municipal Auditorium. Ранее Флэр выступал хедлайнером мероприятий в Nashville Municipal Auditorium, включая WrestleWar '89: Music City Showdown в матче против Рики Стимбата, и Starrcade '95: World Cup of Wrestling против Рэнди Сэвиджа.
В честь этого события мэр Нашвилла Джон Купер объявил 31 июля «Днем Рика Флэра».

### Сюжетные линии
Сюжетные линии были представлены в трехсерийном еженедельном веб-сериале под названием «Рик Флэр: последний матч», который выходил в эфир с 11 июля 2022 года по 25 июля 2022 года на официальном сайте шоу. В первом эпизоде, озвученном Дариусом Ракером, рассказывалось о борьбе Флэра с алкоголизмом и последующих проблемах со здоровьем после смерти его сына Рида Флэра в 2013 году. Во втором эпизоде возле спортивной арены Tennessee State Fairground на Флэра напали партнер по тренировкам Джей Литал и топ-менеджер WWE Джефф Джарретт. Литал был оскорблен тем, что Флэр не смог включить его в шоу, а Джарретт был оскорблен тем, что Флэр неуважительно отозвался о его отце, Джерри Джарретте. После нападения Флэр остался окровавленным на парковке. Затем было объявлено, что Флэр объединится с зятем Андраде Эль Идоло, чтобы сразиться с Джарреттом и Литалом в главном событии. В третьем и последнем эпизоде состоялось подписание контракта между командами, участвующими в главном событии, при посредничестве промоутера Дэвида Крокетта.

## Матчи
| №                                                                                       | Результаты | Условия                                                                                | Время |
| --------------------------------------------------------------------------------------- | --- | -------------------------------------------------------------------------------------- | ----- |
| 1P                                                                                      | Рен Нарита победил Юя Уэмуру | Одиночный матч                                                                         | 5:30  |
| 2P                                                                                      | Мэнс Уорнер победил, последним выбросив Булли Рея | Bunkhouse Battle Royale                                                                | 11:10 |
| 3                                                                                       | The Motor City Machine Guns (Алекс Шелли и Крис Сейбин) победили «Волков» (Дэйви Ричардс и Эдди Эдвардс)                                                           | Командный матч                                                                         | 10:50 |
| 4                                                                                       | Киллер Кросс (со Скарлетт Бордо) победил Дэйви Боя Смита-младшего                                                                                                  | Одиночный матч                                                                         | 5:20  |
| 5                                                                                       | Джонатан Грешем победил Алана Энджелса, Коносукэ Такэситу и Ника Уэйна                                                                                             | Четырёхсторонний матч для определения претендента № 1 на звание чемпиона мира Progress | 5:10  |
| 6                                                                                       | «Четыре всадника» (Брайан Пиллман-младший и Брок Андерсон) (с Арном Андерсоном) победили «Рок-н-Ролл Экспресс» (Рикки Мортон и Керри Мортон) (с Робертом Гибсоном) | Командный матч                                                                         | 7:40  |
| 7                                                                                       | Рей Феникс победил Бандидо, Ларедо Кид и Чёрного Тауруса | Четырёхсторонний матч                                                                  | 11:50 |
| 8                                                                                       | Матч Джоша Александра (c) против Джейкоба Фату закончился без результата                                                                                           | Одиночный матч за титул чемпиона мира Impact                                           | 10:30 |
| 9                                                                                       | «Бриско» (Джей Бриско и Марк Бриско) победили «Фон Эрихов» (Маршалл Фон Эрих и Росс Фон Эрих)                                                                      | Командный матч                                                                         | 7:45  |
| 10                                                                                      | Джординн Грейс (с) победила Деонну Пурраццо и Рэйчел Эллеринг | Трёхсторонний матч за титул чемпиона мира Impact среди нокаутов                        | 9:05  |
| 11                                                                                      | Рик Флэр и Андраде Эль Идоло победили Джея Литала и Джеффа Джарретта (с Карен Джарретт)                                                                            | Командный матч                                                                         | 27:00 |
| - (ч) – чемпион на начало матча - P – указывает, что матч прошёл на предварительном шоу | |                                                                                        |       |